# براغي
براغي إله شعراء اسكندنافيا القدماء والشعر في الأساطير أإسكندنافية. وبالنظر إلى الدور الهام الذي لعبه الشعر في ذلك الوقت (حيث كان السبب في رواية القصص والحكايا والطريقة الأساسية للحفاظ على السجلات التاريخية بالإضافة إلى التكريم والتمجيد لما بعد وفاة الأبطال)، فكانت ألوهية براغي مهمة نسبيا في الأساطير الإسكندنافية بالرغم من أن الفايكينغ نادرا مايبجلون ويعظمون أسلافهم. ومع ذلك فإن الأغلب يتحدث عن أن براغي أتى اسمه من شاعر اسكندنافي قديم توفي في القرن التاسع (براغي بودسون) ولكن الإسكندنافيين القدماء رفعوه وضموه إلى مرتبة الآيسر

## أصل الاسم
يرتبط اسم براجي بكلمة (bragr)، وتعني الشعر باللغة النرويجية القديمة. وربما يكون اسم الإله قد جاء من هذه الكلمة، أو تكون هذه الكلمة قد جاء من اسمه وتعني بذلك (ما يفعله براغي). أما ارتباط اسمه مع الكلمة الإنكلليزية القديمة (brego) والتي تعني الرئيس، قد طرحت سابقا ولكن حاليا لم تعد كذلك. أما مع (bragarfull) والتي تترجم إلى كأس براغي ففي بعض الأحيان يتم استخدامها.

## الشهادات
كتب سنوري ستورلسون في قصيدة غيلفاغينينغ، بعدما وصف كلا من أودين، ثور وبالدر:
هناك إله آخر اسمه براغي، عُرف بالحكمة، واشتهر بمعرفته بتأثير الخطاب ومهارات الكلمة، أكثر من عرفوه هم الشعراء، وبسببه سمي الشعراء بهذا الاسم، ومن أجله يطلق على الشاعر (رجل، أو امرأة براغي)، وقد امتلك من البلاغة والفصاحة ما يفوق الآخرين، كانت زوجته إيدون.
كما كتب سنوري في سكالدسكابارمال
كيف يمكن لأحدهم أن يُدعى براغي، زوج إيدون، صانع الشعر الأولي، ذو اللحية البيضاء الطويلة، (لذلك الرجال أصحاب اللحى الطويلة كانوا يسمون رجال براغي)، ابن الإله الأعظم أودين.
ومن هنا وحسب ما ذكر أعلاه، فمن الواضح على مايبدو أن براغي اعتبر ابن أودين، وكذلك في بعض القوائم التي تعدد أبناء أودين (انظر قائمة أبناء أودين). ولكن مصادر أخرى تتحدث عن كونه (الابن المرغوب به) كما في لوكاسينا، المقطع 16، والتي ترجمها هولاند على أنها (قريب أودين). لم تُذكر اسم والدته نهائيا، وإن كانت والدته فريغ، فعلى ما يبدو فإنها رفضت براغي، ففي لوكاسينا المقطع 26، تذمرت فريغ وقالت لو كان لديها ابنا في قاعة إيجر شجاعا كما هو بالدر، لكان لوكي قد حارب من أجل أن يفقده حياته.
ففي هذه القصيدة منع براغي في بداية الأمر لوكي من الدخول إلى تلك القاعة لكن أودين سمح له بعد ذلك، وقد أرسل لوكي تحية لكل الآلهة كرامة لبراغي، فقد قام براغي، بسخاء، بإعطاء سيفه، حصانه، وخاتم ذراع كهدية سلام، ولكن لوكيي اتهم براغي بالخوف والجبن، لكونه أقل شخصا قدرة على المحاربة بين الآلهة والإلف والبشر في هذه القاعة، فأجاب براغي لو أنهم كانوا خارج هذه القاعة لكان قد قطع رأس لوكي، ولكن لوكي استمر بإلقاء اللعنات عليه، وعندما حاولت إيدون تهدئة براغي، استهزأ لوكي منها وأخبرها أنها تحتضن قاتل شقيقها. (في إشارة إلى بعض المسائل التي لم تحل بعض، ومنها أن براغي قد قتل شقيقة زوجته إيدون).
يصف مقطع في القصيدة الشعرية سيغردريفومال، إحدى قصائد إيدا الشعرية، تعاويذ محفورة في الشمس. واحدة على أذن أحد الأحصنة، وواحدة على حوافر الآخر، وعلى أسنان سليبنير، وعلى مخلب الدب، وعلى منقار النسر، وعلى مخلب الذئب. وعلى العديد من الأشياء الأخرى على لسان براغي. ثم كل هذه التعاويذ انتزعت من أماكنها وخلطت مع الميد (خمر العسل)، ثم أُخرجت فحصل الآيسر على قسم منها وحصل الإلف على بعض آخر، وكذلك الفانير والبشر، وتحولت هذه التعاويذ إلى تعويذة خشب الزان، وتعويذه الولادة، تعاويذ الخمر، تعاويذ سحرية، ومعنى هذه التعاويذ غامض.
في الجزء الأول من القصيدة الشعرية، سكالدسكابرمال لسنوري ستورلسون، يتحدث عن نقاش بين براغي وإيجر حول أصل الشعر عماة والشعر الإسكندنافي خاصة، فيذكر براغي أن خمر الشعر هو بالأساس دم كفايسير، وأول من حصل عليه كان أودين، فقام بعد ذلك بمناقشة كافة الاستعارات الشعرية المعروفة باسم الاستعارات المجازية.
أما سنوري فإنه يفصل تماما بين الإله براغي وبين الشاعر الشهير براغي بوديسون، فكان يُشار إليه بشكل منفصل تماما، وظهور براغي في القصيدة الشعرية سكادسكابرمال، يعني أن هاتين الشخصيتين مختلفتين بالنسبة لهذا المؤلف أيضا. أو أن التسلسل الزمني أصبح مشوشا وقد انتقل براغي بودسون إلى آخر الأسطورة بها. ولكن العديد من العلماء حاولوا أن يصلحوا هذا التشويش ويُثبتوا أن الإسمين لشخص واحد ولكن هذا النقاش لم يُحسم بعد.
في القصيدة الشعرية إريكسمال، سمع أودين بقدوم الملك النرويجي إريك بلودإكس، إلى قاعته فالهالا، وأمر كلا من سيغموند وسينفيوتلي بالخروج لإستقباله، ويشير براغي ويتساءل كيف أن أودين عرف أنه الملك ولماذا أساسا سمح لهذا الملك أن يموت. وفي قصيدة هاكونارمال، أُحضر هاكون الطيب إلى فالها بصحبة الفالكيير غوندول، وأرسل أودين كلا من هيرود وبراغي لاستقباله، ففي هذه القصيدة تظهر أن براغي إما أن يكون إلها أو بطلا من أبطال فالهالا.

## براغي بوداسون
كان براغي بوداسون الكبير، شاعرا (يستخدم الطريقة اليوهيميرية)، وقد خدم عدة ملوك في السويد، راغنار لودبروك، أوسيتن بيل، ةبيورن أت هاوغ. ذاع صيته في النصف الأول من القرن التاسع. وهو أكثر الشعراء الإسكندنافيين شهرة وأكثرهم بقاء في الذاكرة. من بين أشعاره (حسب ما ذكر سنوري) وصفا للملك المعظم راغنار لودبرك ووصف للدرع الذي قدمه الملك للشاعر، وفيه كانت عدة صور جميلة تت حدث أحيانا عن اصطياد ثور للثعبان يورمونغاند، وعن قيام جيفيون بخلق شبه جزيرة زيلاند، وعن هجوم هامدر وسورلي على الملك يورمونريك وعن الصراع الأبدي بين هيدين وهوغني.